# مدرسة العلوم البيطرية (كوينزلاند)
مدرسة العلوم البيطرية (بالإنجليزية: School of Veterinary Science)‏ هي مدرسة للطب البيطري بجامعة كوينزلاند الأسترالية.

## أشهر الخريجين
- بيتر دوهرتي : هو جراح بيطري أسترالي وباحث في مجال الطب. حصل على جائزة نوبل في الطب سنة 1996 مشاركة مع السويسري رولف تسينكرناغل.
- كريس باك: هو سياسي أسترالي سابق.